# Bambi (premio)

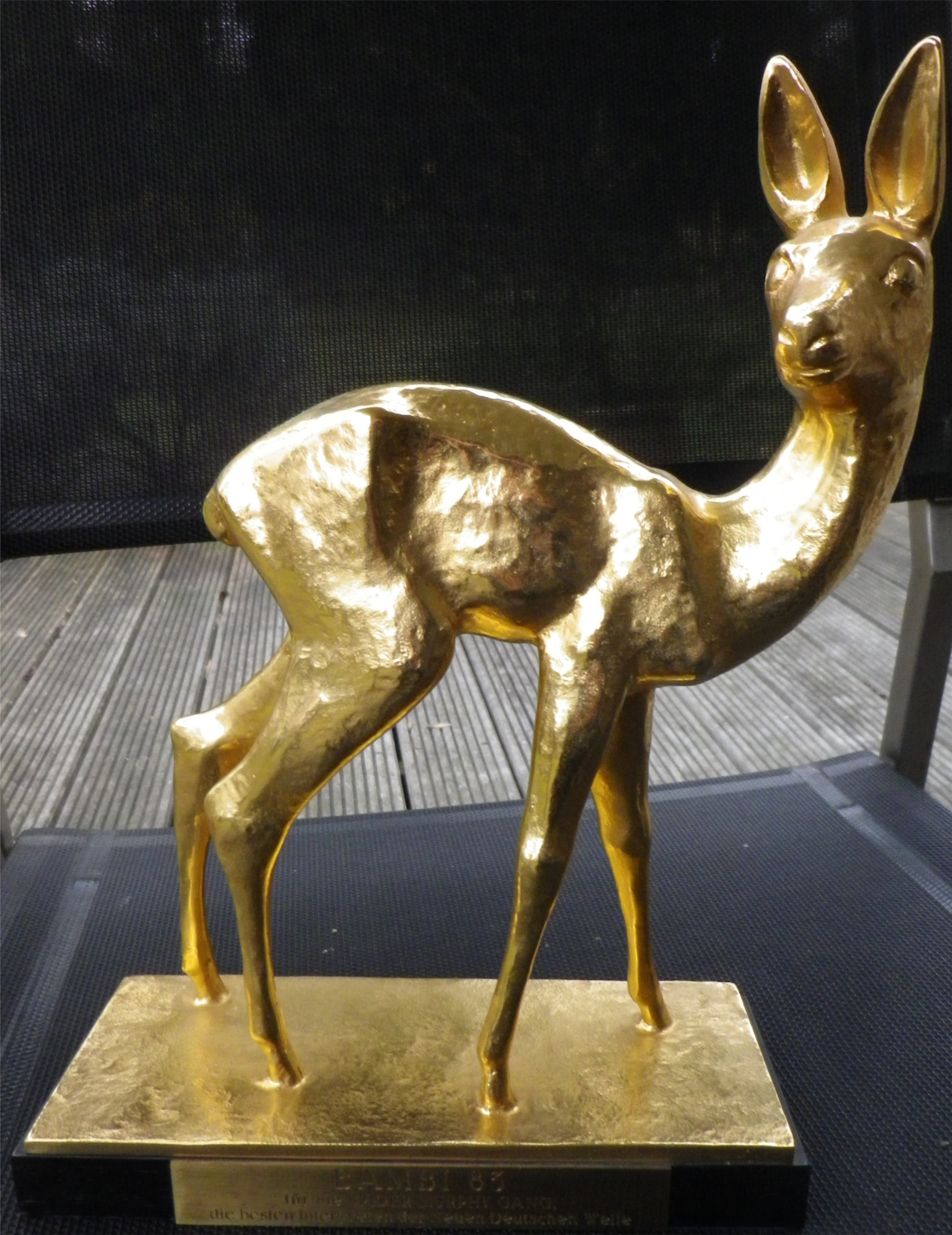
La statuetta del premio

Il Bambi è un premio dei media e della televisione assegnato annualmente dalla media company tedesca Hubert Burda Media. Viene assegnato alle "persone con visioni e creatività che nell'anno ha particolarmente colpito ed entusiasmato il pubblico tedesco".

## Storia
Fu creato nel 1948 ed è dunque il più antico premio televisivo: i primi a riceverlo furono Jean Marais e Marika Rökk. Si dice che fu proprio quest'ultima a dare il nome al premio, allorché portandolo a casa si sentì dire dalla figlia "Mi hai portato il Bambi!", ispirandosi al libro di Felix Salten, Bambi, la vita di un capriolo o alla sua rappresentazione cinematografica del 1942 ad opera della Walt Disney. Originariamente il premio era un cerbiatto di porcellana bianca e veniva prodotto da una fabbrica di ceramica di Karlsruhe. Dal 1958, il cerbiatto è prodotto in oro dalla fonderia artistica di Ernst Strassacker di Süßen (Baden-Württemberg).
La consegna del Bambi è stata effettuata a Karlsruhe dal 1948 al 1964, poi è stata la volta di altre città, come Berlino e Offenburg. Le premiazioni del 2003 e 2004 hanno avuto luogo al teatro del porto König der Löwen di Amburgo, quella del 2006 presso il museo della Mercedes-Benz Welt di Stoccarda, presentata da Harald Schmidt e dalla modella Eva Padberg. Il "BAMBI 2007" ha avuto luogo al centro congressi di Düsseldorf (CCD), mentre per quella del 2008 si è tornati ad Offenburg: entrambe le serate sono state presentate da Harald Schmidt.
Tra coloro che hanno ricevuto più volte il premio si ricordano Heinz Rühmann (12), Peter Alexander e O. W. Fischer (10), Sophia Loren (9), Maria Schell (8) e Johannes Heesters (7).

## Elenco dei premiati
| - Elke Aberle (1965) - Bryan Adams (1998) - Isabelle Adjani (1978) - Mario Adorf (1978) - Princess Yasmin Aga Khan (1986) - Frieder Alberth (2004) - Rolf Aldag (1997) - Peter Alexander (1970, 1971, 1972, 1973, 1974, 1977, 1978, 1987, 1990, 1996) - Muhammad Ali (2003) - Franziska van Almsick (1992, 2002) - Dr. Franz Alt (1978) - Anastacia (2002) - Peter Angerer (1984) - Mario von Appen (1992) - ARD-Ratgeber-Redaktionen (1973) - Giorgio Armani (1998) - Beatrice Arthur (1992) - Jean Christoph Averty (1969) | - Karin Baal (1961) - Baccara (1978) - Britney Spears (2008) - Patrick Bach (1982, 1994) - Gil Bachrach (1992) - Hugo Egon Balder (1994) - Klaus Balkenhol (1992) - Michael Ballack (2005) - Eliska Balzerova (1982) - Brigitte Bardot (1967) - Lex Barker (1966, 1967) - Uwe Barschel (1986) - Cecilia Bartoli (2002) - Gabi Bauer (1998) - Wolfgang Baumeister (1999) - Pina Bausch (1998) - Gustl Bayrhammer (1990) - Peter Beauvais (1968) - Franz Beckenbauer (1986, 1990, 1995, 2000) - Andreas Becker (1992) - Boris Becker (1985) - Bee Gees (1997) - Ludger Beerbaum (1992) - Shari Belafonte (1985) - Helmuth Bendt (1976) - Fita Benkhoff (1967) - Iris Berben (1990, 2002) - Senta Berger (1968, 1990, 1999) - Dagmar Berghoff (1980, 1990) - Ingmar Bergman (1977) - Ingrid Bergman (1951, 1952, 1953, 1954) - Leonard Bernstein (1986) - Halle Berry (2002) - Alfred Biolek (1994) - Willy Birgel (1960) - Hans Christian Blech (1979) - Dan Blocker (1969) - Kay Bluhm (1992) - Andrea Bocelli (1997) - Karlheinz Böhm (1984, 1990) - Udo Bölts (1997) - Willy Bogner (1985) - Dieter Bohlen (2003) - Radost Bokel (1986) - Peter Bond (1991) - Wigald Boning (1994, 1995) - Kathrin Boron (1992) - Elmar Borrmann (1992) - Dieter Borsche (1951, 1952) - Klaus Maria Brandauer (1983, 2003) - Rolf ´Bobby` Brederlow (1999) - Heinrich Breloer (1997) - Pierre Brice (1964, 1967, 1968, 1987, 1990) - Bro'Sis (2002) - Daniel Brühl (2003) - Ignatz Bubis (1994) - Detlev Buck (1996) - Horst Buchholz (1956, 1957) - Vicco von Bülow (1988, 1993) - Maik Bullmann (1992) - Sandra Bullock (2000) - Chris de Burgh (1989) - Richard Burton (1968) - Istvan Bury (1992) - Jochen Busse (1998) | - Montserrat Caballé (1998) - Mariah Carey (2005) - Rudi Carrell (1975, 1979, 1980, 1998) - José Carreras (1993) - Laetitia Casta (1999) - Yvonne Catterfeld (2003) - Cher (2000) - Ilona Christen (1990) - Sabine Christiansen (1990, 2001) - Christo e Jeanne-Claude (1995) - Bill Clinton (2005) - Cirque du Soleil (1997) - Paulo Coelho (2001) - Sean Connery (1985) - William Conrad (1975) - David Copperfield (1993) - Jacques-Yves Cousteau (1970, 1992) - Michael Cretu (1994) - Linda Cristal (1970) - Tom Cruise (2007) - Tony Curtis (1958, 1973) - Sybille Czichon (1998) |
| - Lil Dagover (1964) - Dido (2003) - Il marinaio Dirk Dankert (1997) - Henry Darrow (1970) - Diego Della Valle (2001) - Alain Delon (1987) - Catherine Deneuve (1976, 2001) - La redazione di "Der 7. Sinn", ARD (1972) - Der Untergang (2004) - Maruschka Detmers (1985) - La nazionale di calcio tedesca (1996) - La nazionale femminile di calcio tedesca (2003) - Barbara Dickmann (1981) - Helmut Dietl (1987, 1992) - Céline Dion (1996, 1999) - Gli editori del magazine per ragazzi "Direkt" ZDF (1979) - Hoimar von Ditfurth (1972) - Bernd Dittert (1992) - Olli Dittrich (1994, 1995) - Zoran Đinđić (2000) - Doris Dörrie (1986) - Plácido Domingo (1985 e 2008) - Michael Douglas (1976) - Heike Drechsler (1998) - Dschinghis Khan (1980) - Patrick Duffy (1987) | - Echt (2000) - Father Dr. Bernhard Ehlen (1998) - Bernd Eichinger (1984, 1986) - Boris Nikolaevič El'cin (1991) - Hannelore Elsner (2002) - Frank Elstner (1981) - Gunther Emmerlich (1990) - Erika Engelbrecht of "Mosaik" (1974) - Anke Engelke (1999) - Leif Erickson (1970) - Prof. August Everding (1988) | - Falco (1986) - Peter Falk (1976, 1993) - Harold Faltermeier (1987) - Verona Feldbusch (2001) - Robert Felisiak (1992) - Paola e Kurt Felix (1990, 2003) - Hansjörg Felmy (1958, 1959, 1977) - Veronica Ferres (1992) - Herbert Feuerstein (1994) - Jens Fiedler (1992) - Eva Finger (1999) - Carsten Fischer (1992) - Helmut Fischer (1987, 1990) - O. W. Fischer (1953, 1954, 1955, 1958, 1992, 1959, 1960, 1961, 1987, 1990) - Christoph Fisser (1992) - Elisabeth Flickenschildt (1967) - Jürgen Fliege (1996) - Errol Flynn (1951) - Ulrike Folkerts (2002) - Fool's Garden (1996) - Harrison Ford (1997) - Rudolf Forster (1963) - Prof. Justus Frantz (1986) - Heinz-Harald Frentzen (1999) - Amelie Fried (1998) - Volker Fried (1992) - Loni von Friedl (1962) - Hanns Joachim Friedrichs (1991) - Thornas Fritsch (1963) - Willy Fritsch (1965) - Gert Fröbe (1967, 1968) - Il caporale di lancia Marco Frost (1997) - Joachim Fuchsberger (1970, 1982) - Guido Fulst (1992) - I vincitori dei Mondiali di calcio Messico 1986 (1986) |
| - Dr. Robert Gale (1986) - Bruno Ganz (2004) - James Garner (1977) - Jean-Paul Gaultier (1999) - Hans-Dietrich Genscher (1977) - Götz George (1962, 1984, 1992) - Heino Gerch (2003) - Peter Gerlach (1981) - Petra Gerster (1999) - Rudolph Giuliani (2001) - Uschi Glas (1969, 1990) - Reinhard Glemnitz (1970, 1971, 1972) - Michael Glöckner (1992) - Jean-Luc Godard (1968) - Thomas Gottschalk (1983, 1984, 1987, 2001) - Steffi Graf (1986, 1987) - Stewart Granger (1949, 1950) - Linda Gray (1982) - Macy Gray (2001) - Lorne Greene (1969) - Helmut Griem (1961, 1976) - Johannes Gross (1983) - Manfred Grunert (1986) - Prof. Bernhard Grzimek (1973) - Dieter Gütt (1969) - "Gute Zeiten - Schlechte Zeiten" (1999) - Torsten René Gutsche (1992) - Guido Gagliardi (1989) - Lady Gaga (2011) | - Chris Häberlein (1992) - Gitte Hænning (1984) - Larry Hagman (1983) - Dr. Carl Hahn (1991) - Herbert Hainer (2003) - Andreas Hajek (1992) - Alex Haley (1979) - Dieter Hallervorden (1981) - Peter Handke (1978) - Tom Hanks (2004) - Wolf C. Hartwig (1977) - Lilian Harvey (1967) - Dagmar Hase (1992) - David Hasselhoff (1990) - Bodo Hauser di "Frontal" (1995) - Leander Haußmann (1996) - Goldie Hawn (1999) - Johannes Heesters (1967, 1987, 1990, 1997, 2003) - Elke Heidenreich (2003) - Dr. Gustav W. Heinernann (1970) - Heino (1990) - Dr. Christian Heinz (1994) - André Heller (1986) - Maria and Margot Hellwig (1990) - Barbara Hendricks (1992) - Heike Henkel (1991, 1992) - Christian Henn (1997) - Audrey Hepburn (1991) - Jens Heppner (1997) - Christiane Herzog (1998) - Charlton Heston (1964) - Stefan Heym (1982, 1975, 1990) - Jupp Heynckes (2013) - Timo Hildebrand (2003) - Michael Hilgers (1992) - Terence Hill (1975) - Werner Hinz (1968) - Heinz Hoenig (1998) - Christiane Hörbiger (1992) - Jan Hoet (1992) - Klaus Hoffmann (1977) - Reinhard Hoffmeister (1971) - Peter Hofmann (1983, 1990) - Monika Hohlmeier (1988) - Johan Joergen Holst (1993) - Dietmar Hopp (1995) - Marianne Hoppe (1965) - Guildo Horn (1998) - Brigitte Horney (1965) - Whitney Houston (1999) - Prof. Dr. Jochern Hoyer (1996) - Rock Hudson (1958, 1960, 1961, 1962, 1963) - Heinz Werner Hübner (1973) - Dr. Ewald Hüls (1998) - Hurts (2010) | - Maybrit Illner (2002) |
| - Anja Jaenicke (1984) - Michael Jackson (2002) - Katerina Jacob (1978) - Ulla Jacobsson (1956) - Michael Jakosits (1992) - Günther Jauch (1990, 2001) - Siegfried Jerusalem (1996) - Elton John (2004) - Tom Jones (2000) - Stefan Jürgens (1994) - Udo Jürgens (1994, 1999) - Harald Juhnke (1970, 1990, 1992) - Samuel L. Jackson (2006) | - Patricia Kaas (1991) - Heidi Kabel (1989, 1990, 2004) - Oliver Kahn (2001) - Leonard Katzman (1987) - Oliver Kegel (1992) - Sibel Kekilli (2004) - Marthe Keller (1977) - Kelly Family (1995) - Walter Kempowski (1980) - Nigel Kennedy (1991) - Hape Kerkeling (1991) - Capitano Hans-Werner Kern (1997) - Johannes B. Kerner (2004) - Ulrich Kienzle di "Frontal" (1995) - Ben Kingsley (1994) - Nastassja Kinski (1978) - Peter Kloeppel (1997) - Alexandra Kluge (1967) - Alexander Kluge (1967) - Heidi Klum (2003) - Michael Knauth (1992) - Hildegard Knef (2001) - Jörg Knör (1998) - Gustav Knuth (1967, 1968, 1980) - Alexander Koch (1992) - Kerstin Köppen (1992) - Gaby Köster (1998) - Hannelore Kohl (1985) - Teddy Kollek (1989) - Klaus Wilhelm Kassmann (1971) - Victor de Kowa (1964) - Katrin Krabbe (1990) - Hilde Krahl (1965) - Peter Kraus (1990) - Lisa Kreuzer (1978) - Joachim Król (1994) - Hans-Dieter Kronzucker (1979, 1984, 1990) - Mike Krüger (1984, 1990, 1998) - Manfred Krug (1984, 1990) - Diane Kruger (2004) - Ruth Maria Kubitschek (1987) - Hans-Joachim Kulenkampff (1969) - Dr. Dietmar Kuhnt (RWE) (2002) - Anita Kupsch (1990) - Oliver Kurtz (1992) | - Karl Lagerfeld (1989) - Michael Landon (1969) - Bernhard Langer (1987) - Heiner Lauterbach (1997) - Harald Leipnitz (1968) - Robert Lembke (1985) - Ute Lemper (1987) - Ruth Leuwerik (1953, 1959, 1960, 1961, 1962) - Wolfgang Ley (2000) - Jan Josef Liefers (2003) - Lindenstraße (1989) - Astrid Lindgren (1981) - Patrick Lindner (1991) - Jürgen von der Lippe (1996) - Margaret Lockwood (1949) - Gina Lollobrigida (1957, 1958, 1959, 1960, 1987, 1990) - Jennifer Lopez (2000) - Sophia Loren (1961, 1962, 1963, 1964, 1965, 1967, 1968, 1969) - Giovanni di Lorenzo (1992) - Lucilectric (1994) - Florian Lukas (2003) - Martin Lüttge (1975) - Michael Lumley, BBC (1982) |
| - Lorin Maazel (1983) - Vanessa Mae (1995) - Peter Maffay (1980, 2003) - Michael Maien (1965) - Heike Makatsch (1996, 2003) - Karl Malden (1979) - Nelson Mandela (2004) - Jean Marais (1948, 1955, 1956, 1957) - Jane March (1992) - Marianne und Michael (1990) - Helmut Markwort (1989) - Pamela Sue Martin (1984) - Henry Maske (1995) - Kurt Masur (1990) - Mireille Mathieu (1972, 1973, 1987) - Torsten May (1992) - Sabine von Maydell (1975) - Christian Mayerhöfer (1992) - Joseph Mazzello (1993) - MDR (2002) - Sven Meinhardt (1992) - Hans Meiser (1993) - Frederic Meissner (1991) - Wolfgang Menge (1974) - Reinhold Messner (2000) - Michael Metz (1992) - Christian Meyer (1992) - Hubert von Meyerinck (1967) - Ulrike Meyfarth (1984) - Inge Meysel (1968, 1970, 1971, 1972, 1973, 1990) - Heiner Michel (1975) - Julia Migenes (1970) - Grazia Migliosini (2013) - Willy Millowitsch (1990, 1992) - Bernhard Minetti (1993) - Kylie Minogue (2001) - Brigitte Mira (1992) - Cameron Mitchell (1970) - Rosi Mittermaier (1977, 1990) - Modern Talking (1998) - Liz Mohn (1996) - Karl Moik (1990) - John de Mol (2000) - Linda de Mol (1992) - Ursela Monn (1979) - Yves Montand (1976) - Roger Moore (1973, 1990) - Bruno Moravetz (1980) - Giorgio Moroder (1984, 1988) - Dr. Motte (1999) - Ulrich Mühe (1992) - Kerstin Müller (1992) - Marius Müller-Westernhagen (1992) - La città di Monaco di Baviera (1992) - Gerd K. Müntefering (1973) - Kristina Mundt (1992) - Ornella Muti (1981) - Anne-Sophie Mutter (1987) | - N'Sync (1997) - Werner Nekes (1968) - No Angels (2001) - Mirco Nontschew (1994) - Friedrich Nowottny (1976) | - Dr. Emil Obermann (1978) - Uwe Ochsenknecht (1992) - Erik Ode (1970, 1971, 1972, 1975) - Thomas Ohrner (1980) - Catherine Oxenberg (1986) - One Direction (2012) |
| - Ulrich Papke (1992) - Doris Papperitz (1990) - Maria Paudler (1968) - Gregory Peck (1953) - Wolfgang Penk (1984) - Uwe Peschel (1992) - Birgit Peter (1992) - Wolfgang Petersen (1984, 1995, 1997) - Kai Pflaume (2003) - Rosamunde Pilcher (1997) - Michele Placido (1989) - Christina Plate (1988) - Ulrich Pleitgen (1994) - Teddy Podgorski (1980) - Kalle Pohl (1998) - Ramona Portwich (1992) - Sabine Postel (1994) - Franka Potente (1998) - Tyrone Power (1952) - Rudolf Prack (1949, 1950) - Jürgen Prochnow (1988) - Uwe Proske (1992) - Liselotte Pulver (1963, 1964, 1965, 1967, 1968, 1990) - Pur (1996) | - Will Quadflieg (1995) - Freddy Quinn (1959, 1960) | - Wolfgang Rademann (1982, 1985, 1990) - Friedrich Wilhelm Räuker (1984) - Eros Ramazzotti (1997) - Klaus Rathert (1998) - Carolin Reiber (1987, 1990) - Marcel Reich-Ranicki (1989) - Herbert Reinecker (1969) - Ulrich Reinthaller (1995) - Christopher Reitz (1992) - Silke Renk (1992) - Brian Rennie (2000) - Gli editori di "Report" Baden-Baden (1983) - Wladimir Resnitschenko (1992) - Rettungshundestaffel Augsburg e. V. (Organizzazione per il salvataggio dei cani randagi di Augusta) (1999) - Michael Rich (1992) - Ariana Richards (1993) - Dr. Rudolf Rieder (1997) - Katja Riemann (1994) - Helmut Ringelmann (1975) - Riverdance (1998) - Pernell Roberts (1969) - Armin Rohde (2003) - Marika Rökk (1948, 1968, 1987, 1990, 1998) - Joachim Roering (1968) - Annie Rosar (1961) - Hans Rosenthal (1973) - Petra Rossner (1992) - Anneliese Rothenberger (1971, 1974) - Ruder-Achter (1988) - Heinz Rühmann (1962, 1963, 1964, 1965, 1967, 1968, 1969, 1971, 1972, 1973, 1978, 1984) - Gerd Ruge (1970, 1971) - Tina Ruland (1994) - Karl-Heinz Rummenigge (1981) - Jennifer Rush (1988) - Anwar Sadat (1978) - 7 Tage - 7 Köpfe ("7 giorni - 7 teste") (1998) |
| - Stefan Saliger (1992) - Jil Sander (1997) - Sasha (1999) - Katrin Sass (2003) - Telly Savalas (1975) - São Paulo Futebol Clube (2005) - Marianne Sägebrecht (1989) - Wolfgang Schäuble (1991) - Antje Schaeffer-Kühnemann (1982) - Michael Schanze (1973, 1980, 1990) - Max Schautzer (1990) - Mildred Scheel (1976) - Karla Schefter (2001) - Maria Schell (1951, 1952, 1953, 1954, 1955, 1956, 1957, 1987) - Maria Schell e Maximilian Schell (2002) - Heinz Schenk (1990) - Grete Schickedanz (1992) - Claudia Schiffer (1991, 2017) - Max Schmeling (1990, 1999) - Birgit Schmidt (1992) - Harald Schmidt (1993, 1997) - Sybille Schmidt (1992) - Arno Schmitt (1992) - Anna Christine Schmitz (1994) - Eberhard Schoener (1992) - Peter Scholl-Latour (1974, 1980, 1990) - Günther Schramm (1970, 1971, 1972, 1975) - Margarethe Schreinemakers (1992) - Jürgen Schrempp (2004) - Der Schuh des Manitu (2001) - Michael Schumacher (1993) - Ralf Schumann (1992) - Tanja Schumann (1994) - Arnold Schwarzenegger (1996, 2017) - Til Schweiger (1994) - Esther Schweins (1994) - Hanna Schygulla (1981, 1984) - Seal (2004) - Uwe Seeler (1971) - Rolf Seelmann-Eggebert (1992) - Silvia Seidel (1988) - Rudolf Seiters (1990) - Manfred Sellge (1975) - Omar Sharif (1969) - Ralph Siegel (1980) - Siegfried e Roy (1991) - Heinz Sielmann (1983, 1990) - Jean Simmons (1950) - Heide Simonis (1993) - Sabine Sinjen (1958, 1959) - Hella von Sinnen (1990) - Giuliana De Sio (1987) - Erich Sixt (1998) - Mark Slade (1970) - Hans Söhnker (1965) - Elke Sommer (1967, 1968) - Ursula Späth (1987) - Jutta Speidel (1978) - Ingo Spelly (1992) - Bud Spencer (1975) - Spice Girls (1997) - Spider Murphy Gang (1983) - Ingrid Steeger (1990) - Michael Steinbach (1992) - Stefan Steinweg (1992) - Bernd Stelter (1998) - Amii Stewart (1980) - Edmund Stoiber (1993) - Dieter Stolte (1983) - Günter Strack (1988, 1990) - Jean-Marie Straub (1968) - Gabriele Strehle (2002) - Robert Stromberger (1981) - Rita Süssmuth (1988) | - La redazione di Tagesschau (1971) - Horst Tappert (1979, 1990, 1998) - Elizabeth Taylor (1968) - Il team dell'associazione tedesca di canottaggio (2004) - Sabriye Tenberken (2000) - Jan-Peter Tewes (1992) - Andreas Tews (1992) - Monica Theodorescu (1992) - Charlize Theron (2000) - Wim Thoelke (1970) - Helmut Thoma (1990) - Friedrich von Thun (1999) - Shania Twain (2004) - Tom Toelle (1971) - Vico Torriani (1990, 1995) - Georg Totschnig (1997) - Cordula Trantow (1963) - (T)Raumschiff Surprise (2004) - Tokio Hotel (2005) - Georg Stephan Troller (1990) - Lo staff del Sergente Inga Tüxen (1997) - Dietlinde Turban (1983) | - Nadja Uhl (2003) - Susanne Uhlen (1976) - Liv Ullmann (1976) - Jan Ullrich (1997, 2003) - Luise Ullrich (1963) - Nicole Uphoff (1992) - Peter Ustinov (1994) |
| - Caterina Valente (1990, 1995) - Harry Valérien (1972, 1979, 1990) - Marie Versini (1967) - Dr. Bernhard Vogel (1984) - Stephan Volkert (1992) - Rudi Völler (2002) - Donatella Versace (2004) | - Otto Waalkes (1976, 1982, 1985, 1990) - Prof. Dr. Heinrich Wänke (1997) - Andrzej Wajda (1973) - Luggi Waldleitner (1979) - Fritz Walter (1990) - Andreas Walzer (1992) - Markus Wasmeier (1994) - Tim Wassmann (1999) - Andrew Lloyd Webber (1987) - Jürgen Weber (1994, 2003) - Peter Weck (1984, 1990) - Dr. Dieter Wedel (2002) - Thorsten Weidner (1992) - Ingo Weißenborn (1992) - Wim Wenders (1977) - Horst Wendlandt (1987) - Elmar Wepper (1990) - Fritz Wepper (1970, 1971, 1972, 1975, 1990) - Speciale "Wer wird Millionär?" ("Chi vuol essere milionario?") (2004) - Helmut Werner (1996) - Isabell Werth (1992) - Paula Wessely (1963) - Vivienne Westwood (1996) - Jack White (1985) - Bernhard Wicki (1962) - Thekla Carola Wied (1984, 1990) - Mathias Wieman (1965) - Kim Wilde (1993) - Andre Willms (1992) - Hans Günther Winkler (1990) - Franz Peter Wirth (1970) - Katarina Witt (1988) - Christine Wodetzky (1979) - Dr. Edmund Wolf (1976) - David Wolper (1984) - Sönke Wortmann (1994) - Klausjürgen Wussow (1985) - Il team di "Wünsch Dir was!" (1972) | - Erik Zabel (1997) - Helmut Zacharias (1995) - Peter von Zahn (1990) - Udo Ziehm (1999) - Sonja Ziemann (1950, 1990) - Eduard Zimmermann (1990) - Fred Zimmermann (1978) - Klaus Zumwinkel (2000) |